# Calydorea
Calydorea je rod višegodišnjih, zeljastih i lukovičastih biljaka iz porodice Iridaceae porijeklom iz Južne Amerike.. Pripada mu 21 priznata vrsta.

## Vrste
1. Calydorea alba Roitman & A.Castillo
2. Calydorea amabilis (Ravenna) Goldblatt & Henrich
3. Calydorea approximata R.C.Foster
4. Calydorea azurea Klatt
5. Calydorea basaltica Ravenna
6. Calydorea bifida Ravenna
7. Calydorea campestris (Klatt) Baker
8. Calydorea charruana Deble
9. Calydorea cipuroides Klatt
10. Calydorea crocoides Ravenna
11. Calydorea gardneri Baker
12. Calydorea longipes Ravenna
13. Calydorea luteola (Klatt) Baker
14. Calydorea minima Roitman & J.A.Castillo
15. Calydorea minuana Deble & F.S.Alves
16. Calydorea nuda (Herb.) Baker
17. Calydorea pallens Griseb.
18. Calydorea riograndensis Deble
19. Calydorea undulata Ravenna
20. Calydorea venezolensis (Ravenna) Goldblatt & Henrich
21. Calydorea xiphioides (Poepp.) Espinosa

## Sinonimi
- Botherbe Steud. ex Klatt
- Catila Ravenna
- Itysa Ravenna
- Roterbe Klatt
- Tamia Ravenna